# El Duran (Santa Eugènia de Berga)
El Duran és una obra del municipi de Santa Eugènia de Berga (Osona) inclosa en l'Inventari del Patrimoni Arquitectònic de Catalunya.

## Descripció
Masia d'estructura complexa. El cos principal és rectangular, cobert a una sola vessant que llença les aigües a migdia on es troba la façana. Aquesta presenta un portal rectangular amb llinda de fusta a la planta i una finestreta al primer pis. A la part esquerra s'hi adossa un cos de construcció moderna que abriga uns porxos al primer pis sostinguts per pilars de maó. A la part dreta de la façana hi ha poques obertures, les parets són de totxo i els escaires de pedra picada. Al nord hi ha tres cossos adossats un darrere l'altra i tots vessen les aigües al nord. Aquest sector presenta poques obertures. És construïda amb pedra unida amb morter, alguns afegitons de totxo i alguns sectors són arrebossats.

## Història
En un llistat del segle xviii de la parròquia de Santa Eugènia de Berga consta com a masia moderna.
El Duran es troba esmentat en el nomenclàtor de la província de Barcelona de l'any 1860 com a "masia casa de labranza".